# Patasaari (ö i Södra Karelen, Villmanstrand, lat 61,37, long 28,25)
Patasaari är en ö i Finland. Den ligger i sjön Saimen och i kommunerna Taipalsaari och Ruokolax och landskapet Södra Karelen, i den södra delen av landet, 220 km nordost om huvudstaden Helsingfors. Öns area är 85,7 hektar och dess största längd är 2,1 kilometer i nord-sydlig riktning.